# Вурман-Кішки
Вурма́н-Кі́шки (рос. Вурман-Кошки, чув. Вăрман Кушкă) — присілок у складі Маріїнсько-Посадського району Чувашії, Росія. Входить до складу Першочурашевського сільського поселення.
Населення — 89 осіб (2010; 100 у 2002).
Національний склад:
- чуваші — 96 %